# 美國莊臣總部
美國莊臣總部（Johnson Wax Headquarters ），是美國莊臣公司的世界總部，位於威斯康辛州拉辛郡。

## 历史
該建築物由建築師法蘭克·洛伊·萊特所設計，建造於1936年到1939年。

在1976年，與其附近的美國莊臣研究大樓一起被列入美國國家歷史名勝。